# Брюстер Кейл
Брюстер Кейл (англ. Brewster Kahle; 22 жовтня 1960, Нью-Йорк, США ) — винахідник, філантроп і цифровий бібліотекар. Кейл заснував Інтернет-архів і Alexa Internet. У 2012 році він був долучений до Залу слави Інтернету.

## Біографія
Кейл народився в Нью-Йорку, штат Нью-Йорк, його мати — Маргарет Мері (Лертон) та батько — інженер-механік Роберт Вінтон Кейл. Він навчався у середній школі Скарсдейла і в 1982 році закінчив Массачусетський технологічний інститут зі ступенем бакалавра комп'ютерних наук та інженерії, де був членом Братства Чі Пхі. Його навчання було зосереджено на штучному інтелекті під опікою Марвіна Мінські та В. Деніела Хілліса.

## Кар'єра
Після закінчення школи він приєднався до команди Thinking Machines, де протягом шести років (1983—1989) був провідним інженером з головного продукту компанії — Connection Machine. У 1992 році він разом із Брюсом Гілліатом заснували WAIS, а в 1996 році — Alexa Internet. У той же час, коли він створив Alexa, він започаткував Інтернет-архів, яким продовжує керувати. У 2001 році він запровадив Wayback Machine, який надає відкритий доступ до архіву всесвітньої мережі. Кейл надихнувся на створення Wayback Machine після того, як відвідав офіси AltaVista, де він був вражений розміром завдання, яке виконується і досягається: зберігати та індексувати все, що було в Інтернеті. Кейл стверджує: 
|  | Я стояв там, дивлячись на цю машину розміром як п'ять чи шість автоматів з кока-колою, і був «aha-момент», який переконав мене в тому, що я можу все! |

Кейл був обраний членом Національної інженерної академії США (2010) для архівування та надання доступу до всіх форм цифрової інформації. Він також є членом Залу слави Інтернету, членом Американської академії мистецтв і наук, а також членом правління Electronic Frontier Foundation, Public Knowledge, Internet Memory Foundation і Television Archive. Він є членом консультативної ради Національної програми цифрової інформаційної інфраструктури та збереження Бібліотеки Конгресу, а також є членом Консультативного комітету Національного наукового фонду з питань кіберінфраструктури. У 2010 році отримав ступінь почесного доктора з інформатики Сіммонського коледжу, де він вивчав бібліотекознавство у 1980-х роках.
Кейл і його дружина Мері Остін керують Фондом Кейл/Остіна. Він підтримує Фонд вільного програмного забезпечення для його проекту GNU, серед інших проектів, із загальною вартістю близько 4,5 мільйонів доларів у 2011 році.
У 2012 році Кейл і ветеран банківської справи Джордан Модел створили Федеральну кредитну спілку Інтернет-архів, щоб обслуговувати людей у Нью-Брансвіку, штат Нью-Джерсі, і Хайленд-Парк, Нью-Джерсі, а також учасникам програм, що зменшують бідність у цих районах. Кредитна спілка добровільно ліквідована у 2015 році.

## Досягнення, нагороди та подяки
- Бакалавр наук Массачусетського технологічного інституту, 1982
- Національна інженерна академія США, 2010
- Американська академія мистецтв і наук, член з 2005 року
- Радник Бібліотеки Конгресу
- Директор консультативної ради NSF Cyber Infrastructure
- Премія Пола Евана Пітерса (2004) від Коаліції мережевої інформації.[1]
- Премія Роберта Б. Даунса за інтелектуальну свободу (2008) від Університету Іллінойсу
- Нагорода Knowledge Trust Honors Award (2007)
- Премія «Громадські знання».
- «50 візіонерів, які змінюють ваш світ» (2009), Utne Reader,[2]
- Почесний доктор права Альбертського університету (2010),,[3]
- Премія інтелектуальної свободи Зої Горн (2010)[4][5]